# Tichon Zadonský
Svatý Tichon Zadonský (světské jméno Timofej Saveljevič Sokolov, 1724–1783) byl ruský pravoslavný biskup a duchovní spisovatel z 18. století, kterého pravoslavná církev v roce 1861 oslavila (kanonizovala, svatořečila) jako světce (divotvůrce).
Timofej se narodil ve Velikém Novgorodu v Rusku a vyrostl v extrémní chudobě. Poté, co strávil většinu svého dětství prací v zemědělství, vstoupil díky stipendiu do Novgorodského semináře a byl skvělým studentem: pokračoval ve studiu řečtiny, rétoriky a filozofie v semináři. V roce 1758 se stal mnichem a v roce 1763 byl jmenován biskupem ve Voroněži, kde se stal velmi oblíbeným pro svou energickou oddanost duchovnímu vzdělání a blahu jak laiků, tak kléru své eparchie. Kvůli špatnému zdraví odešel v roce 1769 do kláštera v Zadonsku, kde žil až do své smrti v roce 1783. V Zadonsku napsal řadu duchovních knih a pojednání a stal se velmi milovaným duchovním rádcem a mužem Božím.
Život a dílo svatého Tichona inspirovaly Dostojevského, který je promítl do postavy biskupa Tichona v antinihilistickém románu Běsi (1871-1872) a do postav Aljoši Karamazova a starce Zosimy v Bratřích Karamazových (1879-1880).

## Život

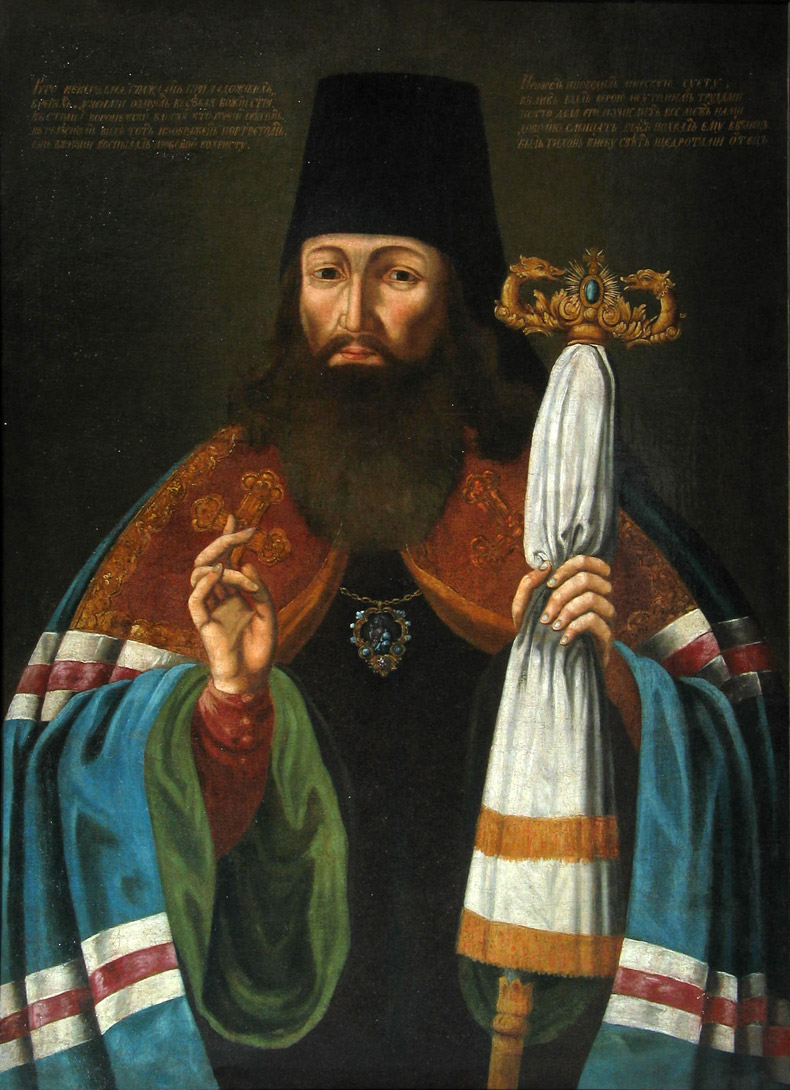
Ikona svatého Tichona Zadonského

Svatý Tichon studoval a učil na latinských školách ve Velikém Novgorodu a Tveru. Ačkoli byl primárně ovlivněn církevními otci, ocenil také některé moderní západní teology, zejména Johanna Arndta. Tichonovo hlavní dílo O pravém křesťanství (Об истинном христианстве, Ob istinnom khristianstve) neslo stejný název jako Arndtovo hlavní dílo. Tichon byl výjimečně nadaný slovem a měl styl psaní, který byl umělecký, jednoduchý a „překvapivě průzračný“.
Roku 1758 přijal mnišské postřižení a také mnišské jméno Tichon. V roce 1761 byl Tichon jmenován vikárním biskupem novgorodské eparchie. V roce 1863 byl převelen jako sídelní eparchiální biskup voroněžské eparchie. Jako biskup se snažil oživit duchovní život katedrály a komunity. Povzbuzoval a instruoval duchovenstvo v jejich duchovních povinnostech, vytvořil misi pro obnovení pravoslaví sektářů, obrátil soudní správu spíše k nápravě než k trestu a bránil podřízené před světskými autoritami. Propagoval vzdělanost mezi lidmi a slovansko-latinskou školu přeměnil na seminář, pro který vypracoval učební plán a sestavil štáb zkušených instruktorů. Především se snažil vrátit klášterům i lidem víru a nadšení pro duchovní život, a to jak kázáním, tak psaním. Napsal pojednání „O sedmi svatých tajinách“, jež mělo duchovním poskytnout porozumění svatým tajinám (svátostem), které vykonávali, a další „O tajemství svatého pokání“, ve němž nabízí duchovním rádcům průvodce při praktikování svaté zpovědi. Napsal dlouhou esej nazvanou „Tělo a duch“, patnáct článků nabádajících mnichy hlubšímu duchovnímu životu, a řadu esejí pro lidi zasílané do všech církví. Tichon sloužil jako eparchiální biskup téměř pět let, než požádal o odvolání kvůli špatnému zdraví. Nejprve se usadil v Tolševském klášteře poblíž Voroněže, než odešel v roce 1769 do kláštera Zadonsk, kde žil až do své smrti v roce 1783.
I když si Tichon zvolil asketický život, zůstal pastorem a učitelem a nezdráhal se aktivně zapojit do záležitostí světa, pokud byla probuzena jeho hluboká citlivost k utrpení. Byl jedním z prvních Božích mužů, kteří se setkali s účinky nového ruského ateismu, a toto setkání se odráží v jeho spisech a v anekdotách o něm. Často zasahoval ve prospěch týraných rolníků a snažil se praktikovat a podporovat křesťanskou lásku v době temnoty. Občas byl fyzicky napaden vlastníky půdy pod vlivem převažujících voltairských protináboženských myšlenek, ale jeho síla a pokora v těchto situacích byly prý dostatečně silné, aby v jeho útočníkovi vyvolaly změnu srdce. Jeho mnich-sluha o něm uvádí, že se často zabýval extatickou řečí, ale jindy se „ztratil v myšlenkách“, načež se stáhl do samoty a modlitby.